# Сутер, Райан
Ра́йан Су́тер (англ. Ryan Suter; 21 января 1985, Мадисон, Висконсин, США) — профессиональный американский хоккеист, защитник. Серебряный призёр Олимпийских игр 2010 года в Ванкувере в составе сборной США. На Играх был альтернативным капитаном сборной. Занимает первое место по сыгранным матчам среди всех действующих хоккеистов НХЛ и 19-е в истории.

## Карьера

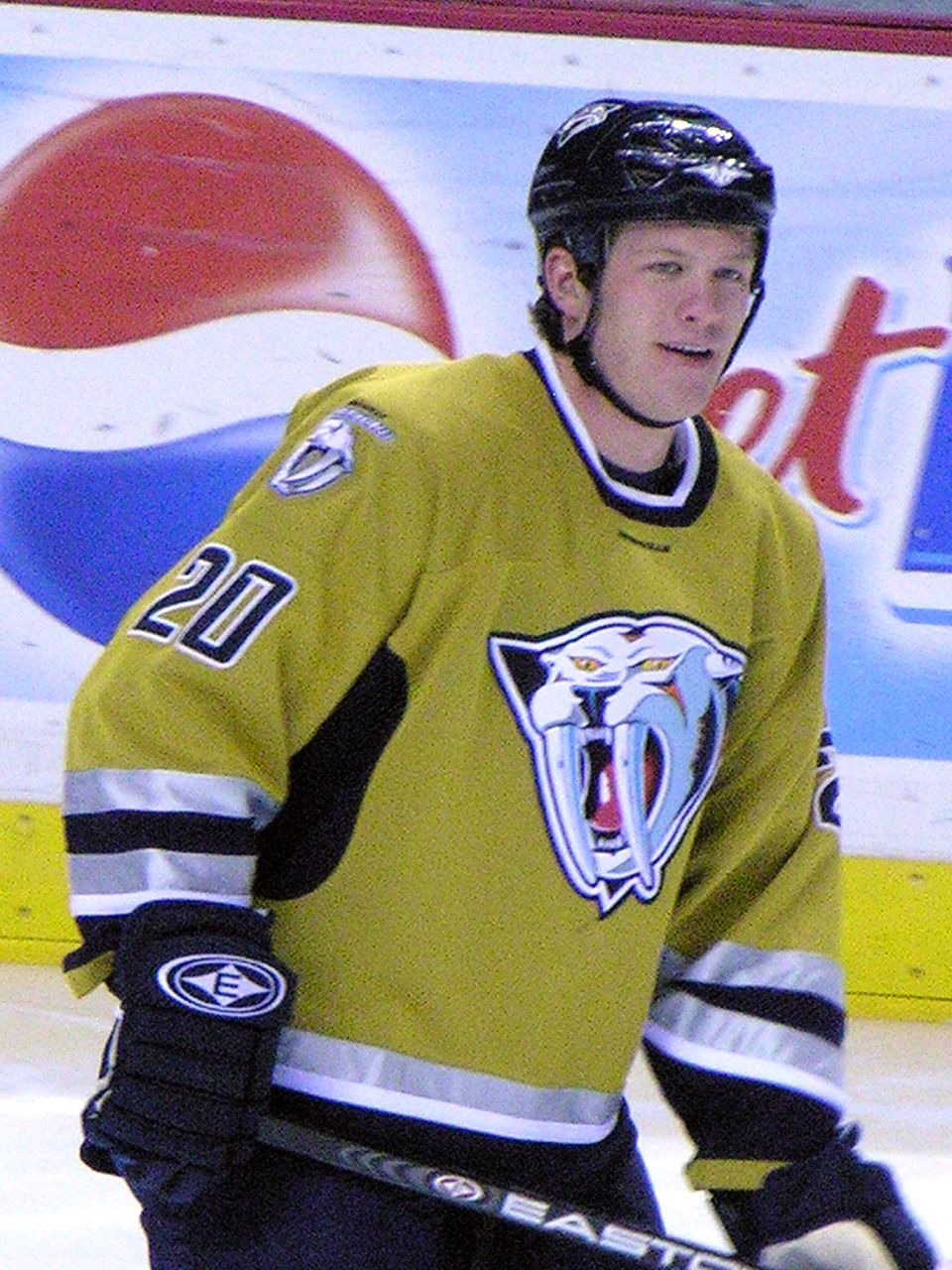
2005 год

16 июня 2008 года Сутер и «Нэшвилл Предаторз», где Райан к тому времени провёл уже три сезона, заключили новый четырёхлетний контракт на сумму 14 миллионов долларов. Этот контракт Сутер отработал полностью, сформировав за это время вместе с Ши Уэбером одну из лучших пар защитников в лиге. В 2010 году он в составе сборной США выиграл олимпийские серебряные медали на Играх в Ванкувере.
Летом 2012 года, когда Райан стал неограниченно свободным агентом, руководство «Нэшвилла» хотело сохранить его в команде и предлагало ему хорошие условия нового контракта. Однако Сутер предпочёл сменить место работы, заключив соглашение с «Миннесотой Уайлд» на 13 лет на общую сумму $98 млн.
Первый сезон в составе новой команды, стартовавший из-за локаута лишь в январе 2013 года, начался для Сутера не слишком удачно. В первых 9 матчах он заработал показатель полезности "-7". Однако впоследствии, когда к нему в пару поставили молодого шведского защитника Юнаса Бродина, Сутер заиграл очень солидно, закончив с 32 результативными баллами в 48 проведённых матчах и наибольшим средним количеством игрового времени за матч в НХЛ — 27 минут 17 секунд. Его игра была отмечена номинацией на престижнейший индивидуальный трофей Норрис Трофи, вручаемый лучшему защитнику НХЛ. Специалисты отмечали, что такого успеха Райану удалось добиться во многом благодаря уходу из «Нэшвилла» и выходу, таким образом, из тени своего партнёра Ши Уэбера.
13 июля 2021 года генеральный менеджер «Миннесоты» Билл Герин объявил, что команда выкупит последние четыре года контрактов нападающего Зака Паризе и защитника Райана Сутера.
23 ноября 2022 года сыграл свой 1300-й матч в регулярных сезонах НХЛ, став 65-м хоккеистом, достигшим этой отметки.
6 января 2024 года стал 40-м хоккеистом в истории, сыгравшим 1400 матчей в регулярных сезонах НХЛ. В сезоне 2023/24 провёл все 82 матча и вышел на 30-е место в списке лидеров в истории НХЛ по сыгранным матчам (1444).
В июне 2024 года «Даллас» выкупил контракт Сутера, и он стал свободным агентом. 11 июля он подписал однолетний контракт с «Сент-Луис Блюз» на сумму $775.000 с возможными бонусами на сумму $2,225 млн.
8 февраля 2025 года через две недели после своего 40-летия сыграл 1500-й матч в регулярных сезонах НХЛ. В этом матче «Блюз» обыграли «Чикаго» (6:5 Б). Сутер стал третьим американцем и 22-м хоккеистом в целом, добравшимся до этой отметки.

## Достижения
- Серебряный призёр Олимпийских игр 2010 г. в составе сборной США.
- Номинирован на Норрис Трофи в сезоне 2012/13.
- Чемпион мира среди молодёжных команд (до 20 лет) 2004 г.
- Чемпион мира среди юниорских команд (до 18 лет) 2002 г.
- Лучший защитник юниорского чемпионата мира 2002 г.
- Участник Матча всех звёзд НХЛ 2012, 2015, 2017

## Статистика
| Легенда | Легенда                    | Легенда | Легенда                   | Легенда | Легенда    |
| ------- | -------------------------- | ------- | ------------------------- | ------- | ---------- |
| И       | Количество проведённых игр | Штр     | Штрафное время            | +/−     | Плюс-минус |
| Г       | Голы                       | П       | Голевые передачи          | О       | Очки       |
| -       | Статистика неизвестна      | —       | Статистика не учитывалась |         |            |